# Claire Redfield
Claire Redfield (クレア・レッドフィールド Kurea Reddofīrudo?) är en figur från datorspelsserien Resident Evil. Claire har varit med i Resident Evil 2 och Resident Evil: Code Veronica. Hennes huvudsakliga uppgift i spelen har alltid varit att försöka hitta sin broder Chris Redfield, som är en känd medlem från STARS.

## Claire i spelen

### Resident Evil 2
Claire åker till Raccoon City för att ta reda på vart hennes broder Chris Redfield har tagit vägen. Väl i stan blir hon attackerad av en zombie. Men en polis vid namn Leon S. Kennedy räddar henne och de finner en övergiven polisbil och åker iväg utan att ha en tanke på att en zombie även ligger i baksätet och väntar på dem. Det slutar med att de kör rakt in i en vägg och zombien åker ut genom rutan medan en tankbil kör rakt in i bilen och exploderar. Som tur var så hinner Leon och Claire ut ur bilen i tid men det resulterar i att de får gå skilda vägar men gör ändå upp att mötas på polisstationen.
På polisstationen får Claire reda på att Chris har åkt vidare till Europa. Claire träffar också en flicka där vid namn Sherry som Claire ska ta med sig i sin flykt ifrån staden.

### Resident Evil: Code Veronica
Claire har nu kommit på att hennes bror Chris ska finnas i en av Umbrellas högkvarter i Europa så Claire åker dit och gör inbrott i deras högkvarter men hamnar i bakhåll och fångas. Hon blir förd till ett fängelse på en avlägsen ö vid namn Rockfort Island men lyckats att fly med medfången Steve Burnside medan de blir jagade av zombier på ön.

### Resident Evil: Revelations 2
Claire tillhör nu organisationen TerraSave och blir tillsammans med nykomlingen Moira Burton samt andra medlemmar tillfångatagen och skickad till en ö mitt ute i havet. Hon och Moira vaknar upp i ett fängelse och måste nu samarbeta för att kunna komma undan samt ta reda på vad som egentligen försiggår på ön.

### Resident Evil: Operation Raccoon City
Claire finns också med i Resident Evil: Operation Raccoon City, men hon är nu en fiende till den som spelar eftersom man i denna del spelar de onda i serien.